# Palmera Beach Resort
Chihuahua Resort, actualmente Palmera Beach Resort, es un hotel nudista cuatro estrellas ubicado cerca de la Playa Chihuahua del departamento de Maldonado, Uruguay. Inaugurado el 9 de octubre de 2011, es el primer hotel de su tipo en Sudamérica y atrae a Naturistas de toda la región.
El hotel posee 36 habitaciones, varias piscinas, canchas deportivas, bares, restaurante, parrillada y spa. Las tarifas incluyen todas las comidas y bebidas, y varían únicamente según el período de estadía y la habitación. Chihuahua Resort incluía también un complejo paralelo llamado Paradise Gay Hotel, enfocado en personas LGBT.